# Hammam al-Alil
Hammam al-Alil (arab. حمام العلیل) – miasto w Iraku, w muhafazie Niniwa. W 2009 roku liczyło 19 862 mieszkańców.